# 补庐
31°22′10″N 119°48′50″E / 31.36949°N 119.81377°E
补庐即中共宜兴县委旧址，位于中国江苏省无锡宜兴市宜城街道光荣西路5号，1927年4月21日宜兴县马克思主义小组在此成立，后相继转为中共宜兴县特别支部和中共宜兴县委。该建筑建于民国初年，为坐南朝北的二层小楼，黄色墙面，原为当地中共早期领导人史曜宾故宅的厢房部分，原正房已不存，现状为商铺店面，2011年4月修缮。